# Space Harrier
Space Harrier (яп. スペースハリアー Супэ:су Хариа:) — игра в жанре shoot 'em up от третьего лица, выпущенная Sega в 1985 году. Её продюсером был Ю Судзуки, ответственный за разработку многих популярных игр Sega. Было выпущено несколько продолжений игры: Space Harrier 3-D, Space Harrier II, а также спин-офф Planet Harriers.
Space Harrier изначально была выпущена в виде аркадного автомата. Высокая популярность игры привела к тому, что позже она была портирована на домашние игровые системы. Релиз Space Harrier для Sega Master System примечателен тем, что существует в двух вариантах: один копирует аркадную версию, а другая, под названием Space Harrier 3-D, представляет собой продолжение.

## Игровой процесс

Игровой процесс оригинальной игры

Действие Space Harrier проходит в «Fantasy Zone», сюрреалистичном мире, наполненном яркими цветами. Земля покрыта шахматным узором. В число врагов входят доисторические животные, китайские драконы и капсулы пришельцев. Игрок проходит уровни, убегая или улетая от вражеских выстрелов, и отстреливаясь огненными шарами из пушки, расположенной под рукой (которая также выполняет функции реактивного ускорителя, позволяющего персонажу летать). В игре используются спрайтовые персонажи и псевдотрёхмерные фоны уровней.
На Space Harrier очень похожа игра The 3-D Battles of World Runner, выпущенная Square.

## Разработка

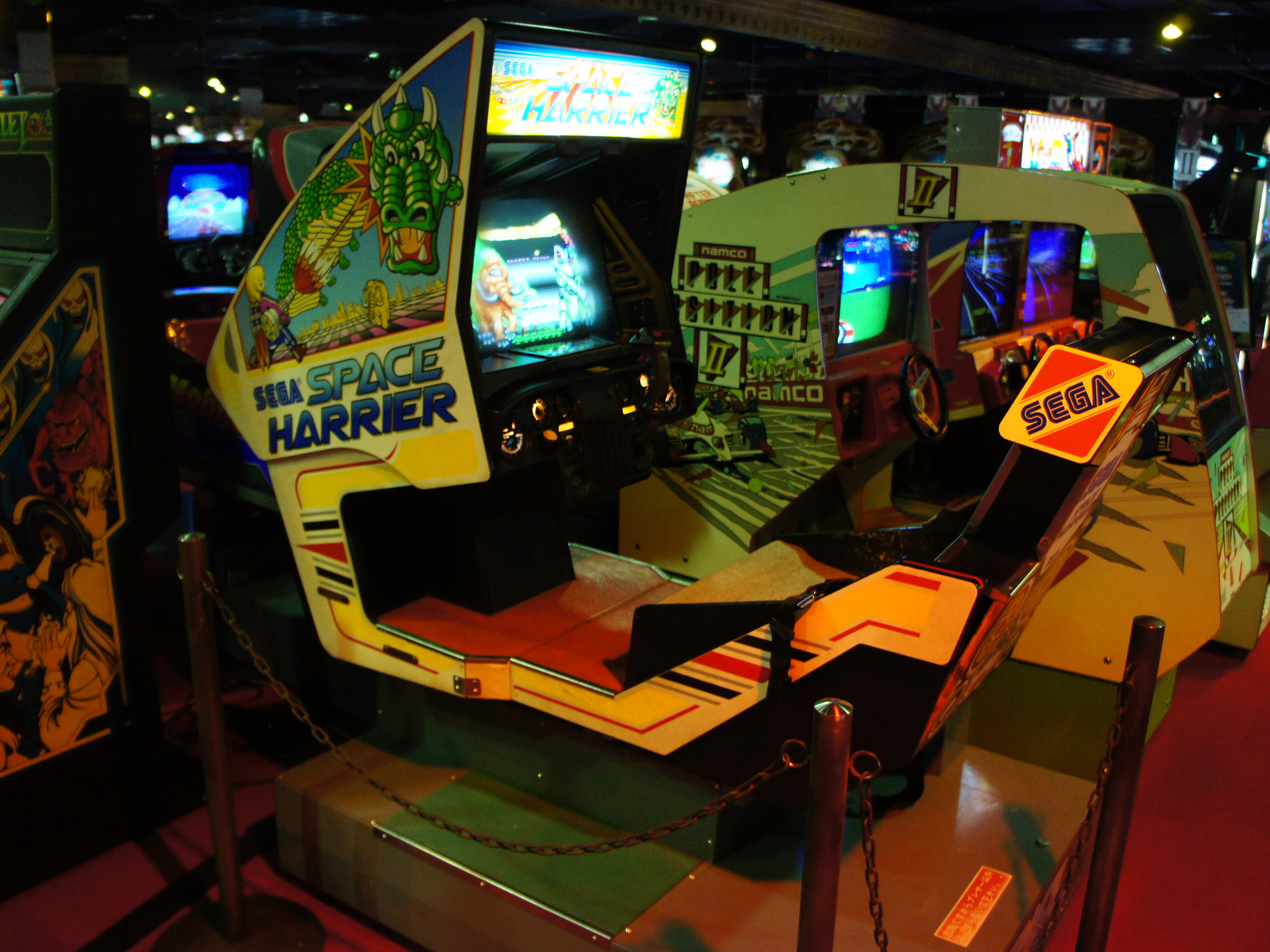
Аркадный автомат Space Harrier

Space Harrier — первая игра, использующая фирменную технологию Sega Super Scaler и которой графика отображалась с глубиной цвета 16 бит. Sega Super Scaler реализовывала аппаратное масштабирование спрайтов для отображения псевдотрёхмерных объектов.
Специально для этой игры Sega разработала новую аппаратную платформу, известную как Sega Space Harrier Hardware. Она отличалась высокими техническими характеристиками и была уникальна для своего времени. Аппаратная часть автомата использовала четыре процессора общего назначения: два Motorola 68000, функционирующих на частоте 10 МГц в качестве центральных процессоров, Intel 8751 на частоте 8 МГц в качестве вспомогательного процессора, и Zilog Z80 на частоте 4 МГц в качестве звукового контроллера. Сама звуковая подсистема базировалась на двух микросхемах: Yamaha 2203 и SegaPCM.
Но главное, чем выделялась платформа, была графическая подсистема. Она позволяла формировать растровое изображение разрешением 320x224 с глубиной цвета 16-бит. Экран формировался из пяти независимых слоев: два растровых слоя, один текстовый слой, слой для аппаратного отображения масштабируемых спрайтов и слой перспективного отображения изображений (использовался например для формирования изображения дороги). Технология Sega Super Scaler была реализована аппаратно и позволяла отображать на экране в отдельном слое до 128 аппаратно масштабируемых спрайтов и полупрозрачных теней объектов.
Для управления движением использовался аналоговый джойстик, который позволял игре учитывать не только направление, но и угол отклонения, что позволяло изменять скорость персонажа в зависимости от величины отклонения джойстика.
Игра представляет собой ранний 3D-шутер. При создании Space Harrier разработчики были вдохновлены выпущенной ранее Sega игрой Buck Rogers: Planet of Zoom. В свою очередь, Space Harrier оказала влияние на более поздние трёхмерные шутеры, такие как выпущенный Nintendo Star Fox (1993).

## Версии для домашних систем
| Иноязычные издания | Иноязычные издания |
| Издание            | Оценка             |
| ------------------ | ------------------ |
| CVG                | 68 %               |
| YSinclair          | 9/10               |
| CRASH              | 77 %               |
| SUser              | [ 10 ]             |

Игра была портирована на многие домашние компьютеры и приставки. Она была кандидатом в номинации «Игра года» Golden Джойстик Awards. Среди всех портов, версии для Sega 32X, Sega Saturn и Sharp X68000 (последняя выпущена только в Японии) считаются наиболее соответствующими оригинальной аркадной версии.
Игра также выпускалась для Dreamcast (в составе Shenmue, Shenmue II и Yu Suzuki Game Works Vol. 1) и Xbox (в составе Shenmue II). Также она входит в состав сборников Sega Arcade Gallery для Game Boy Advance и Sega Classics Collection для PlayStation 2.
Версия Space Harrier II для Sega Mega Drive была выпущена для Nintendo 18 декабря 2006 года, а первая версия Space Harrier для Sega Sega Master System — 17 октября 2008 года в Европе и 3 ноября 2008 года в Северной Америке. Аркадная версия была выпущена для Virtual Console 26 марта 2009 года в Японии, в регионах PAL — 29 мая 2009 года, в Северной Америке — 15 июня 2009 года.
Аркадная версия Space Harrier доступна в составе сборника Sonic's Ultimate Genesis Collection, выпущенного для Xbox 360 и PlayStation 3.
Версия игры была выпущена для Nintendo 3DS через Nintendo eShop. Эта версия включает стереоизображение и широкоэкранную графику.

## Ссылке
- Страница Space Harrier на сайте arcade-history
- Ретроспектива Space Harrier на сайте IGN